# Ligue des champions de l'UEFA 1992-1993
Navigation
Édition précédente Édition suivante
La Ligue des champions de l'UEFA 1992-1993 est la 38e édition de la Ligue des champions de l'UEFA, la compétition sportive interclubs la plus prestigieuse organisée par l'Union des associations européennes de football (UEFA). Cette édition de la Coupe d'Europe des clubs champions de football est la première à être disputée sous l'appellation « Ligue des champions ». Le nombre de participants est en légère augmentation par rapport aux éditions précédentes en raison notamment du nombre croissant de membres affiliés à l'UEFA à la suite du démantèlement de l'Union des républiques socialistes soviétiques en cours de saison 1991-1992. Seul le champion de chaque pays peut y participer. Le tenant du titre, le FC Barcelone se fait éliminer en huitièmes de finale par le club russe du CSKA Moscou, et ne dispute donc pas la phase de poules.
La finale est jouée au Stade olympique de Munich le 26 mai 1993 entre l'Olympique de Marseille et le Milan AC et voit la victoire des Phocéens sur le score de 1 à 0. C'est la première fois qu'un club français remporte la Ligue des champions.

## Hymne et logo
Cette édition est marquée par l'apparition d'un hymne et d'un logo. L'hymne, composé par Tony Britten, est un arrangement d'un hymne des Coronation Anthems composé par Georg Friedrich Haendel. Le logo, nommé Starball, est formé de huit étoiles noires formant un ballon, représentant les huit clubs qui sont alors présents lors de la phase de groupes. L'emphase est faite sur la phase de groupes ; l'hymne ne retentit pas lors de la finale et lors des tours à élimination directe (il ne le sera qu'en 1994-1995).

## Format
Le format testé lors de la Coupe des clubs champions européens 1991-1992 est conservé pour cette édition : 
- Une phase à élimination directe, comprenant un tour préliminaire pour huit équipes, puis des seizièmes de finale joué par 32 champions nationaux, suivis des huitièmes de finale.
- Une phase de groupes, remplaçant les quarts de finale et demi-finales, qui consiste en deux mini-championnats de quatre équipes par groupe. Les deux vainqueurs de groupe se retrouvent en finale. En cas d'égalité de points entre deux ou plusieurs équipes, le classement est déterminé d'abord par la différence de points particulière entre les équipes à égalité puis la différence de buts particulière.
- Une finale jouée sur terrain neutre.

## Participants
La dissolution de l'Union des républiques socialistes soviétiques le 26 décembre 1991, et l'indépendance de nombreuses anciennes républiques soviétiques va faire grimper le nombre de membres affiliés à l'UEFA et donc le nombre de participants potentiels à la compétition-phare de l'association. Lors de la saison 1992-1993, plusieurs nations de l'ex-URSS sont ainsi représentées pour la première fois en Ligue des champions : l'Ukraine, l'Estonie, la Lettonie, la Lituanie et la Russie.
Trois autres nations sont également représentées pour la première fois dans la compétition. Il s'agit de la Slovénie, pays indépendant depuis le 25 juin 1991, des Îles Féroé, dont la fédération de football est affiliée à l'UEFA depuis le 18 avril 1990, et d'Israël, qui passe de la Confédération asiatique de football (AFC) à l'UEFA.
À l'opposé, les champions d'Albanie et de Yougoslavie ne peuvent s'aligner en raison du conflit dans les Balkans.
Le nombre de participants n'avait jamais dépassé 33, ils sont 36 pour cette édition 1992-1993, ce qui nécessite la mise en place d'un tour préliminaire pour réduire à 32 le nombre d'équipes dans le tableau principal.
| Tour préliminaire | Tour préliminaire | Tour préliminaire | Tour préliminaire | Tour préliminaire | Tour préliminaire | Tour préliminaire | Tour préliminaire | Tour préliminaire | Tour préliminaire | Tour préliminaire | Tour préliminaire | Tour préliminaire | Tour préliminaire | Tour préliminaire | Tour préliminaire |
| --- | --- | --- | --- | --- | --- | --- | --- | --- | --- | --- | --- | --- | --- | --- | --- |
| - Shelbourne FC Champion d'Irlande 1991-1992 - Valletta FC Champion de Malte 1991-1992 - KÍ Klaksvík Champion des Iles Féroé 1991 - NK Olimpija Ljubljana Champion de Slovénie 1991-1992 | - Shelbourne FC Champion d'Irlande 1991-1992 - Valletta FC Champion de Malte 1991-1992 - KÍ Klaksvík Champion des Iles Féroé 1991 - NK Olimpija Ljubljana Champion de Slovénie 1991-1992 | - Shelbourne FC Champion d'Irlande 1991-1992 - Valletta FC Champion de Malte 1991-1992 - KÍ Klaksvík Champion des Iles Féroé 1991 - NK Olimpija Ljubljana Champion de Slovénie 1991-1992 | - Shelbourne FC Champion d'Irlande 1991-1992 - Valletta FC Champion de Malte 1991-1992 - KÍ Klaksvík Champion des Iles Féroé 1991 - NK Olimpija Ljubljana Champion de Slovénie 1991-1992 | - Shelbourne FC Champion d'Irlande 1991-1992 - Valletta FC Champion de Malte 1991-1992 - KÍ Klaksvík Champion des Iles Féroé 1991 - NK Olimpija Ljubljana Champion de Slovénie 1991-1992 | - Shelbourne FC Champion d'Irlande 1991-1992 - Valletta FC Champion de Malte 1991-1992 - KÍ Klaksvík Champion des Iles Féroé 1991 - NK Olimpija Ljubljana Champion de Slovénie 1991-1992 | - Shelbourne FC Champion d'Irlande 1991-1992 - Valletta FC Champion de Malte 1991-1992 - KÍ Klaksvík Champion des Iles Féroé 1991 - NK Olimpija Ljubljana Champion de Slovénie 1991-1992 | - Shelbourne FC Champion d'Irlande 1991-1992 - Valletta FC Champion de Malte 1991-1992 - KÍ Klaksvík Champion des Iles Féroé 1991 - NK Olimpija Ljubljana Champion de Slovénie 1991-1992 | - Tavria Simferopol Champion d'Ukraine 1992 - FC Norma Tallinn Champion d'Estonie 1992 - Maccabi Tel-Aviv Champion d'Israël 1991-1992. - Skonto Riga Champion de Lettonie 1991. | - Tavria Simferopol Champion d'Ukraine 1992 - FC Norma Tallinn Champion d'Estonie 1992 - Maccabi Tel-Aviv Champion d'Israël 1991-1992. - Skonto Riga Champion de Lettonie 1991. | - Tavria Simferopol Champion d'Ukraine 1992 - FC Norma Tallinn Champion d'Estonie 1992 - Maccabi Tel-Aviv Champion d'Israël 1991-1992. - Skonto Riga Champion de Lettonie 1991. | - Tavria Simferopol Champion d'Ukraine 1992 - FC Norma Tallinn Champion d'Estonie 1992 - Maccabi Tel-Aviv Champion d'Israël 1991-1992. - Skonto Riga Champion de Lettonie 1991. | - Tavria Simferopol Champion d'Ukraine 1992 - FC Norma Tallinn Champion d'Estonie 1992 - Maccabi Tel-Aviv Champion d'Israël 1991-1992. - Skonto Riga Champion de Lettonie 1991. | - Tavria Simferopol Champion d'Ukraine 1992 - FC Norma Tallinn Champion d'Estonie 1992 - Maccabi Tel-Aviv Champion d'Israël 1991-1992. - Skonto Riga Champion de Lettonie 1991. | - Tavria Simferopol Champion d'Ukraine 1992 - FC Norma Tallinn Champion d'Estonie 1992 - Maccabi Tel-Aviv Champion d'Israël 1991-1992. - Skonto Riga Champion de Lettonie 1991. | - Tavria Simferopol Champion d'Ukraine 1992 - FC Norma Tallinn Champion d'Estonie 1992 - Maccabi Tel-Aviv Champion d'Israël 1991-1992. - Skonto Riga Champion de Lettonie 1991. |
| Seizièmes de finale | | | | | | | | | | | | | | | |
| - Kuusysi Lahti Champion de Finlande 1991 - FC Dinamo Bucarest Champion de Roumanie 1991-1992 - AC Milan Champion d'Italie 1991-1992 - Lech Poznań Champion de Pologne 1991-1992 - FK Žalgiris Vilnius Champion du Lituanie 1991-1992 - PSV Eindhoven Champion des Pays-Bas 1991-1992 - FC Barcelone Champion d'Espagne 1991-1992 - Viking FK Champion de Norvège 1991 - Rangers FC Champion d'Écosse 1991-1992 - Lyngby Boldklub Champion du Danemark 1991-1992 - Slovan Bratislava Champion de Tchécoslovaquie 1991-1992 - Ferencváros TC Champion de Hongrie 1991-1992 - FK Austria Vienne Champion d'Autriche 1991-1992 - CSKA Sofia Champion de Bulgarie 1991-1992 - FC Sion Champion de Suisse 1991-1992 | - Kuusysi Lahti Champion de Finlande 1991 - FC Dinamo Bucarest Champion de Roumanie 1991-1992 - AC Milan Champion d'Italie 1991-1992 - Lech Poznań Champion de Pologne 1991-1992 - FK Žalgiris Vilnius Champion du Lituanie 1991-1992 - PSV Eindhoven Champion des Pays-Bas 1991-1992 - FC Barcelone Champion d'Espagne 1991-1992 - Viking FK Champion de Norvège 1991 - Rangers FC Champion d'Écosse 1991-1992 - Lyngby Boldklub Champion du Danemark 1991-1992 - Slovan Bratislava Champion de Tchécoslovaquie 1991-1992 - Ferencváros TC Champion de Hongrie 1991-1992 - FK Austria Vienne Champion d'Autriche 1991-1992 - CSKA Sofia Champion de Bulgarie 1991-1992 - FC Sion Champion de Suisse 1991-1992 | - Kuusysi Lahti Champion de Finlande 1991 - FC Dinamo Bucarest Champion de Roumanie 1991-1992 - AC Milan Champion d'Italie 1991-1992 - Lech Poznań Champion de Pologne 1991-1992 - FK Žalgiris Vilnius Champion du Lituanie 1991-1992 - PSV Eindhoven Champion des Pays-Bas 1991-1992 - FC Barcelone Champion d'Espagne 1991-1992 - Viking FK Champion de Norvège 1991 - Rangers FC Champion d'Écosse 1991-1992 - Lyngby Boldklub Champion du Danemark 1991-1992 - Slovan Bratislava Champion de Tchécoslovaquie 1991-1992 - Ferencváros TC Champion de Hongrie 1991-1992 - FK Austria Vienne Champion d'Autriche 1991-1992 - CSKA Sofia Champion de Bulgarie 1991-1992 - FC Sion Champion de Suisse 1991-1992 | - Kuusysi Lahti Champion de Finlande 1991 - FC Dinamo Bucarest Champion de Roumanie 1991-1992 - AC Milan Champion d'Italie 1991-1992 - Lech Poznań Champion de Pologne 1991-1992 - FK Žalgiris Vilnius Champion du Lituanie 1991-1992 - PSV Eindhoven Champion des Pays-Bas 1991-1992 - FC Barcelone Champion d'Espagne 1991-1992 - Viking FK Champion de Norvège 1991 - Rangers FC Champion d'Écosse 1991-1992 - Lyngby Boldklub Champion du Danemark 1991-1992 - Slovan Bratislava Champion de Tchécoslovaquie 1991-1992 - Ferencváros TC Champion de Hongrie 1991-1992 - FK Austria Vienne Champion d'Autriche 1991-1992 - CSKA Sofia Champion de Bulgarie 1991-1992 - FC Sion Champion de Suisse 1991-1992 | - Kuusysi Lahti Champion de Finlande 1991 - FC Dinamo Bucarest Champion de Roumanie 1991-1992 - AC Milan Champion d'Italie 1991-1992 - Lech Poznań Champion de Pologne 1991-1992 - FK Žalgiris Vilnius Champion du Lituanie 1991-1992 - PSV Eindhoven Champion des Pays-Bas 1991-1992 - FC Barcelone Champion d'Espagne 1991-1992 - Viking FK Champion de Norvège 1991 - Rangers FC Champion d'Écosse 1991-1992 - Lyngby Boldklub Champion du Danemark 1991-1992 - Slovan Bratislava Champion de Tchécoslovaquie 1991-1992 - Ferencváros TC Champion de Hongrie 1991-1992 - FK Austria Vienne Champion d'Autriche 1991-1992 - CSKA Sofia Champion de Bulgarie 1991-1992 - FC Sion Champion de Suisse 1991-1992 | - Kuusysi Lahti Champion de Finlande 1991 - FC Dinamo Bucarest Champion de Roumanie 1991-1992 - AC Milan Champion d'Italie 1991-1992 - Lech Poznań Champion de Pologne 1991-1992 - FK Žalgiris Vilnius Champion du Lituanie 1991-1992 - PSV Eindhoven Champion des Pays-Bas 1991-1992 - FC Barcelone Champion d'Espagne 1991-1992 - Viking FK Champion de Norvège 1991 - Rangers FC Champion d'Écosse 1991-1992 - Lyngby Boldklub Champion du Danemark 1991-1992 - Slovan Bratislava Champion de Tchécoslovaquie 1991-1992 - Ferencváros TC Champion de Hongrie 1991-1992 - FK Austria Vienne Champion d'Autriche 1991-1992 - CSKA Sofia Champion de Bulgarie 1991-1992 - FC Sion Champion de Suisse 1991-1992 | - Kuusysi Lahti Champion de Finlande 1991 - FC Dinamo Bucarest Champion de Roumanie 1991-1992 - AC Milan Champion d'Italie 1991-1992 - Lech Poznań Champion de Pologne 1991-1992 - FK Žalgiris Vilnius Champion du Lituanie 1991-1992 - PSV Eindhoven Champion des Pays-Bas 1991-1992 - FC Barcelone Champion d'Espagne 1991-1992 - Viking FK Champion de Norvège 1991 - Rangers FC Champion d'Écosse 1991-1992 - Lyngby Boldklub Champion du Danemark 1991-1992 - Slovan Bratislava Champion de Tchécoslovaquie 1991-1992 - Ferencváros TC Champion de Hongrie 1991-1992 - FK Austria Vienne Champion d'Autriche 1991-1992 - CSKA Sofia Champion de Bulgarie 1991-1992 - FC Sion Champion de Suisse 1991-1992 | - Kuusysi Lahti Champion de Finlande 1991 - FC Dinamo Bucarest Champion de Roumanie 1991-1992 - AC Milan Champion d'Italie 1991-1992 - Lech Poznań Champion de Pologne 1991-1992 - FK Žalgiris Vilnius Champion du Lituanie 1991-1992 - PSV Eindhoven Champion des Pays-Bas 1991-1992 - FC Barcelone Champion d'Espagne 1991-1992 - Viking FK Champion de Norvège 1991 - Rangers FC Champion d'Écosse 1991-1992 - Lyngby Boldklub Champion du Danemark 1991-1992 - Slovan Bratislava Champion de Tchécoslovaquie 1991-1992 - Ferencváros TC Champion de Hongrie 1991-1992 - FK Austria Vienne Champion d'Autriche 1991-1992 - CSKA Sofia Champion de Bulgarie 1991-1992 - FC Sion Champion de Suisse 1991-1992 | - Union Luxembourg Champion du Luxembourg 1991-1992 - FC Porto Champion du Portugal 1991-1992 - Víkingur Reykjavik Champion d'Islande 1991 - CSKA Moscou Champion d'URSS 1991 - Club Bruges KV Champion de Belgique 1991-1992 - Glentoran Football Club Champion d'Irlande du Nord 1991-1992 - Olympique de Marseille Champion de France 1991-1992 - VfB Stuttgart Champion d'Allemagne 1991-1992 - Leeds United FC Champion d'Angleterre 1991-1992 - AEK Athènes FC Champion de Grèce 1991-1992 - APOEL Nicosie Champion de Chypre 1991-1992 - IFK Göteborg Champion de Suède 1991 - Beşiktaş Champion de Turquie 1991-1992 | - Union Luxembourg Champion du Luxembourg 1991-1992 - FC Porto Champion du Portugal 1991-1992 - Víkingur Reykjavik Champion d'Islande 1991 - CSKA Moscou Champion d'URSS 1991 - Club Bruges KV Champion de Belgique 1991-1992 - Glentoran Football Club Champion d'Irlande du Nord 1991-1992 - Olympique de Marseille Champion de France 1991-1992 - VfB Stuttgart Champion d'Allemagne 1991-1992 - Leeds United FC Champion d'Angleterre 1991-1992 - AEK Athènes FC Champion de Grèce 1991-1992 - APOEL Nicosie Champion de Chypre 1991-1992 - IFK Göteborg Champion de Suède 1991 - Beşiktaş Champion de Turquie 1991-1992 | - Union Luxembourg Champion du Luxembourg 1991-1992 - FC Porto Champion du Portugal 1991-1992 - Víkingur Reykjavik Champion d'Islande 1991 - CSKA Moscou Champion d'URSS 1991 - Club Bruges KV Champion de Belgique 1991-1992 - Glentoran Football Club Champion d'Irlande du Nord 1991-1992 - Olympique de Marseille Champion de France 1991-1992 - VfB Stuttgart Champion d'Allemagne 1991-1992 - Leeds United FC Champion d'Angleterre 1991-1992 - AEK Athènes FC Champion de Grèce 1991-1992 - APOEL Nicosie Champion de Chypre 1991-1992 - IFK Göteborg Champion de Suède 1991 - Beşiktaş Champion de Turquie 1991-1992 | - Union Luxembourg Champion du Luxembourg 1991-1992 - FC Porto Champion du Portugal 1991-1992 - Víkingur Reykjavik Champion d'Islande 1991 - CSKA Moscou Champion d'URSS 1991 - Club Bruges KV Champion de Belgique 1991-1992 - Glentoran Football Club Champion d'Irlande du Nord 1991-1992 - Olympique de Marseille Champion de France 1991-1992 - VfB Stuttgart Champion d'Allemagne 1991-1992 - Leeds United FC Champion d'Angleterre 1991-1992 - AEK Athènes FC Champion de Grèce 1991-1992 - APOEL Nicosie Champion de Chypre 1991-1992 - IFK Göteborg Champion de Suède 1991 - Beşiktaş Champion de Turquie 1991-1992 | - Union Luxembourg Champion du Luxembourg 1991-1992 - FC Porto Champion du Portugal 1991-1992 - Víkingur Reykjavik Champion d'Islande 1991 - CSKA Moscou Champion d'URSS 1991 - Club Bruges KV Champion de Belgique 1991-1992 - Glentoran Football Club Champion d'Irlande du Nord 1991-1992 - Olympique de Marseille Champion de France 1991-1992 - VfB Stuttgart Champion d'Allemagne 1991-1992 - Leeds United FC Champion d'Angleterre 1991-1992 - AEK Athènes FC Champion de Grèce 1991-1992 - APOEL Nicosie Champion de Chypre 1991-1992 - IFK Göteborg Champion de Suède 1991 - Beşiktaş Champion de Turquie 1991-1992 | - Union Luxembourg Champion du Luxembourg 1991-1992 - FC Porto Champion du Portugal 1991-1992 - Víkingur Reykjavik Champion d'Islande 1991 - CSKA Moscou Champion d'URSS 1991 - Club Bruges KV Champion de Belgique 1991-1992 - Glentoran Football Club Champion d'Irlande du Nord 1991-1992 - Olympique de Marseille Champion de France 1991-1992 - VfB Stuttgart Champion d'Allemagne 1991-1992 - Leeds United FC Champion d'Angleterre 1991-1992 - AEK Athènes FC Champion de Grèce 1991-1992 - APOEL Nicosie Champion de Chypre 1991-1992 - IFK Göteborg Champion de Suède 1991 - Beşiktaş Champion de Turquie 1991-1992 | - Union Luxembourg Champion du Luxembourg 1991-1992 - FC Porto Champion du Portugal 1991-1992 - Víkingur Reykjavik Champion d'Islande 1991 - CSKA Moscou Champion d'URSS 1991 - Club Bruges KV Champion de Belgique 1991-1992 - Glentoran Football Club Champion d'Irlande du Nord 1991-1992 - Olympique de Marseille Champion de France 1991-1992 - VfB Stuttgart Champion d'Allemagne 1991-1992 - Leeds United FC Champion d'Angleterre 1991-1992 - AEK Athènes FC Champion de Grèce 1991-1992 - APOEL Nicosie Champion de Chypre 1991-1992 - IFK Göteborg Champion de Suède 1991 - Beşiktaş Champion de Turquie 1991-1992 | - Union Luxembourg Champion du Luxembourg 1991-1992 - FC Porto Champion du Portugal 1991-1992 - Víkingur Reykjavik Champion d'Islande 1991 - CSKA Moscou Champion d'URSS 1991 - Club Bruges KV Champion de Belgique 1991-1992 - Glentoran Football Club Champion d'Irlande du Nord 1991-1992 - Olympique de Marseille Champion de France 1991-1992 - VfB Stuttgart Champion d'Allemagne 1991-1992 - Leeds United FC Champion d'Angleterre 1991-1992 - AEK Athènes FC Champion de Grèce 1991-1992 - APOEL Nicosie Champion de Chypre 1991-1992 - IFK Göteborg Champion de Suède 1991 - Beşiktaş Champion de Turquie 1991-1992 |

## Calendrier
| Nom                                             | Tirage au sort | Date aller                    | Date retour              | Équipes participantes |
| ----------------------------------------------- | -------------- | ----------------------------- | ------------------------ | --------------------- |
| Tour préliminaire                               |                | 19 août                       | 2 septembre              | 8                     |
| Seizièmes de finale                             | 15 juillet     | 16 septembre                  | 30 septembre             | 32 (4 + 28)           |
| Huitièmes de finale                             | 2 octobre      | 21 octobre                    | 4 novembre               | 16                    |
| Journées 1 et 5 Journées 2 et 6 Journées 3 et 4 | 6 novembre     | 25 novembre 9 décembre 3 mars | 7 avril 21 avril 17 mars | 8                     |
| Finale                                          | -              | 26 mai 1993 à Munich          | 26 mai 1993 à Munich     | 2                     |

## Tour préliminaire
Un classement est établi par l'UEFA basé sur les coefficients des pays et des clubs sur les cinq dernières années, ne prenant pas en compte les résultats de tours préliminaires. Les huit équipes les moins bien classées jouent ce tour préliminaire tandis que les 28 autres sont directement qualifiés pour le tableau principal à 32 équipes.
Les matchs aller se déroulent le 19 août 1992 et les matchs retour le 2 septembre 1992.
| Équipe 1              | Résultat | Équipe 2          | Aller | Retour |
| --------------------- | -------- | ----------------- | ----- | ------ |
| Shelbourne FC         | 1 - 2    | Tavria Simferopol | 0 - 0 | 1 - 2  |
| Valletta FC           | 1 - 3    | Maccabi Tel-Aviv  | 1 - 2 | 0 - 1  |
| KÍ Klaksvík           | 1 - 6    | Skonto Riga       | 1 - 3 | 0 - 3  |
| NK Olimpija Ljubljana | 5 - 0    | FC Norma Tallinn  | 3 - 0 | 2 - 0  |

## Seizièmes de finale
Le tirage au sort des seizièmes de finale a lieu le 15 juillet 1992 à Genève. L'UEFA utilise pour désigner les têtes de série une somme entre le coefficient UEFA du club et le coefficient UEFA de son association des cinq dernières années, en excluant les résultats de tours préliminaires.
Après avoir gagné l'aller 3-0, le VfB Stuttgart perd son seizième de finale retour 4-1 à Leeds ; en raison de la règle des buts marqués à l'extérieur, le club allemand est qualifié. Néanmoins, le VfB Stuttgart aligne lors de ce match 4 joueurs étrangers sur le terrain, alors que le règlement de l'époque n'en autorise que trois au maximum. L'UEFA donne donc match gagné sur tapis vert à Leeds United sur le score de 3-0 ; les deux équipes sont donc à égalité parfaite sur l'ensemble des deux matchs. Pour départager Stuttgart et Leeds un match d'appui, disputé à Barcelone, est donc joué.
| Têtes de série         | Têtes de série | -                   | -     |
| ---------------------- | -------------- | ------------------- | ----- |
| Olympique de Marseille | 3.116          | CSKA Sofia          | 1.687 |
| AC Milan               | 3.052          | Ferencváros TC      | 1.618 |
| FC Barcelone           | 2.974          | Lyngby BK           | 1.431 |
| VfB Stuttgart          | 2.710          | Beşiktaş JK         | 1.375 |
| FC Bruges              | 2.594          | Leeds United        | 1.371 |
| FC Porto               | 2.476          | Kuusysi Lahti       | 1.160 |
| PSV Eindhoven          | 2.412          | Glentoran FC        | 0.833 |
| Lech Poznań            | 2.339          | FK Žalgiris Vilnius | 0.666 |
| Dinamo Bucarest        | 2.323          | Víkingur Reykjavik  | 0.468 |
| Rangers FC             | 2.287          | Viking Stavanger    | 0.433 |
| CSKA Moscou            | 2.116          | APOEL Nicosie       | 0.352 |
| IFK Göteborg           | 2.080          | Union Luxembourg    | 0.291 |
| Austria Vienne         | 2.029          | Maccabi Tel-Aviv    | 0.000 |
| FC Sion                | 1.993          | Olimpija Ljubljana  | 0.000 |
| AEK Athènes            | 1.974          | Skonto Riga         | 0.000 |
| Slovan Bratislava      | 1.777          | Tavria Simferopol   | 0.000 |

Les matchs aller se déroulent le 16 septembre 1992 et les matchs retour le 30 septembre 1992.
| Équipe 1           | Résultat | Équipe 2               | Aller | Retour  | Appui |
| ------------------ | -------- | ---------------------- | ----- | ------- | ----- |
| Kuusysi Lahti      | 1 - 2    | Dinamo Bucarest        | 1 - 0 | 0 - 2ap | -     |
| AC Milan           | 7 - 0    | NK Olimpija Ljubljana  | 4 - 0 | 3 - 0   | -     |
| Lech Poznań        | 2 - 0    | Skonto Riga            | 2 - 0 | 0 - 0   | -     |
| PSV Eindhoven      | 8 - 0    | FK Žalgiris Vilnius    | 6 - 0 | 2 - 0   | -     |
| FC Barcelone       | 1 - 0    | Viking Stavanger       | 1 - 0 | 0 - 0   | -     |
| Rangers FC         | 3 - 0    | Lyngby BK              | 2 - 0 | 1 - 0   | -     |
| Slovan Bratislava  | 4 - 1    | Ferencváros TC         | 4 - 1 | 0 - 0   | -     |
| FK Austria Vienne  | 5 - 4    | CSKA Sofia             | 3 - 1 | 2 - 3   | -     |
| FC Sion            | 7 - 2    | Tavria Simferopol      | 4 - 1 | 3 - 1   | -     |
| Union Luxembourg   | 1 - 9    | FC Porto               | 1 - 4 | 0 - 5   | -     |
| Víkingur Reykjavik | 2 - 5    | CSKA Moscou            | 0 - 1 | 2 - 4   | -     |
| Maccabi Tel-Aviv   | 0 - 4    | FC Bruges              | 0 - 1 | 0 - 3   | -     |
| Glentoran FC       | 0 - 8    | Olympique de Marseille | 0 - 5 | 0 - 3   | -     |
| VfB Stuttgart      | 4 - 5    | Leeds United FC        | 3 - 0 | 0 - 3   | 1 - 2 |
| AEK Athènes        | 3E - 3   | APOEL Nicosie          | 1 - 1 | 2 - 2   | -     |
| IFK Göteborg       | 3 - 2    | Beşiktaş JK            | 2 - 0 | 1 - 2   | -     |

## Huitièmes de finale
Le tirage au sort des huitièmes de finale a lieu le 2 octobre 1992 à Genève. L'UEFA utilise pour désigner les têtes de série une somme entre le coefficient UEFA du club et le coefficient UEFA de son association des cinq dernières années, en excluant les résultats de tours préliminaires. Le lendemain de ce tirage, le VfB Stuttgart qui était qualifié voit son résultat du match retour annulé par l'UEFA ; Leeds United, qui gagnera finalement la confrontation, prendra la place de Stuttgart qui avait été tiré au sort en huitièmes de finale contre les Rangers. De par cette décision, le match Leeds-Rangers oppose finalement deux équipes qui n'étaient ni l'une ni l'autre tête de série. Le Dinamo Bucarest qui a hérité au tirage de l'adversaire ayant le meilleur coefficient UEFA et l'un des grands favoris de la compétition (Olympique de Marseille), s'estime par conséquent lésé : en effet, si le tirage au sort avait eu lieu après cette décision, le club roumain serait devenu tête de série et aurait donc évité les meilleures équipes.
| Têtes de série         | Têtes de série | -                 | -     |
| ---------------------- | -------------- | ----------------- | ----- |
| Olympique de Marseille | 3.116          | Dinamo Bucarest   | 2.323 |
| AC Milan               | 3.052          | Rangers FC        | 2.287 |
| FC Barcelone           | 2.974          | CSKA Moscou       | 2.116 |
| VfB Stuttgart          | 2.710          | IFK Göteborg      | 2.080 |
| FC Bruges              | 2.594          | Austria Vienne    | 2.029 |
| FC Porto               | 2.476          | FC Sion           | 1.993 |
| PSV Eindhoven          | 2.412          | AEK Athènes       | 1.974 |
| Lech Poznań            | 2.339          | Slovan Bratislava | 1.777 |

Les matchs aller se déroulent le 21 octobre 1992 et les matchs retour le 4 novembre 1992.
Le tenant du titre, le FC Barcelone est éliminé dès les huitièmes de finale par le club russe du CSKA Moscou, qui bat les Blaugrana sur leur pelouse (3-2) lors du match retour. Les Moscovites ne confirment pas cet exploit par la suite en ne gagnant aucune rencontre dans leur poule au tour suivant.
| Équipe 1          | Résultat | Équipe 2               | Aller | Retour |
| ----------------- | -------- | ---------------------- | ----- | ------ |
| CSKA Moscou       | 4 - 3    | FC Barcelone           | 1 - 1 | 3 - 2  |
| Rangers FC        | 4 - 2    | Leeds United FC        | 2 - 1 | 2 - 1  |
| Slovan Bratislava | 0 - 5    | AC Milan               | 0 - 1 | 0 - 4  |
| FC Bruges         | 3E - 3   | FK Austria Vienne      | 2 - 0 | 1 - 3  |
| FC Sion           | 2 - 6    | FC Porto               | 2 - 2 | 0 - 4  |
| Dinamo Bucarest   | 0 - 2    | Olympique de Marseille | 0 - 0 | 0 - 2  |
| AEK Athènes       | 1 - 3    | PSV Eindhoven          | 1 - 0 | 0 - 3  |
| IFK Göteborg      | 4 - 0    | Lech Poznań            | 1 - 0 | 3 - 0  |

## Phase de groupes
| \| FC Bruges Rangers FC Ol. Marseille AC Milan PSV Eindhoven FC Porto CSKA Moscou IFK Göteborg \| Clubs disputant la Ligue des champions (phase de groupes). Finaliste (1er gr. B) Vainqueur (1er gr. A) |
| FC Bruges Rangers FC Ol. Marseille AC Milan PSV Eindhoven FC Porto CSKA Moscou IFK Göteborg |

Le tirage au sort a lieu le 6 novembre 1992 à Genève. Il est intégral,.
Les jours de match sont fixés les 25 novembre 1992, 9 décembre 1992, 3 mars 1993, 17 mars 1993, 7 avril 1993 et 21 avril 1993. Une victoire rapporte 2 points, un match nul 1 point, et une défaite 0 point.
Légende
- Qualifié pour la finale

### Groupe A
| Rang | Équipe                 | Pts | J | G | N | P | Bp | Bc | Diff |  | Résultats (▼ dom., ► ext.) |     |     |     |     |
| ---- | ---------------------- | --- | - | - | - | - | -- | -- | ---- |  | -------------------------- | --- | --- | --- | --- |
| 1    | Olympique de Marseille | 9   | 6 | 3 | 3 | 0 | 14 | 4  | +10  |  | Olympique de Marseille     |     | 1-1 | 3-0 | 6-0 |
| 2    | Rangers FC             | 8   | 6 | 2 | 4 | 0 | 7  | 5  | +2   |  | Rangers FC                 | 2-2 |     | 2-1 | 0-0 |
| 3    | FC Bruges              | 5   | 6 | 2 | 1 | 3 | 5  | 8  | -3   |  | FC Bruges                  | 0-1 | 1-1 |     | 1-0 |
| 4    | CSKA Moscou            | 2   | 6 | 0 | 2 | 4 | 2  | 11 | -9   |  | CSKA Moscou                | 1-1 | 0-1 | 1-2 |     |

### Groupe B
| Rang | Équipe        | Pts | J | G | N | P | Bp | Bc | Diff |  | Résultats (▼ dom., ► ext.) |     |     |     |     |
| ---- | ------------- | --- | - | - | - | - | -- | -- | ---- |  | -------------------------- | --- | --- | --- | --- |
| 1    | AC Milan      | 12  | 6 | 6 | 0 | 0 | 11 | 1  | +10  |  | AC Milan                   |     | 4-0 | 1-0 | 2-0 |
| 2    | IFK Göteborg  | 6   | 6 | 3 | 0 | 3 | 7  | 8  | -1   |  | IFK Göteborg               | 0-1 |     | 1-0 | 3-0 |
| 3    | FC Porto      | 5   | 6 | 2 | 1 | 3 | 5  | 5  | 0    |  | FC Porto                   | 0-1 | 2-0 |     | 2-2 |
| 4    | PSV Eindhoven | 1   | 6 | 0 | 1 | 5 | 4  | 13 | -9   |  | PSV Eindhoven              | 1-2 | 1-3 | 0-1 |     |

## Finale

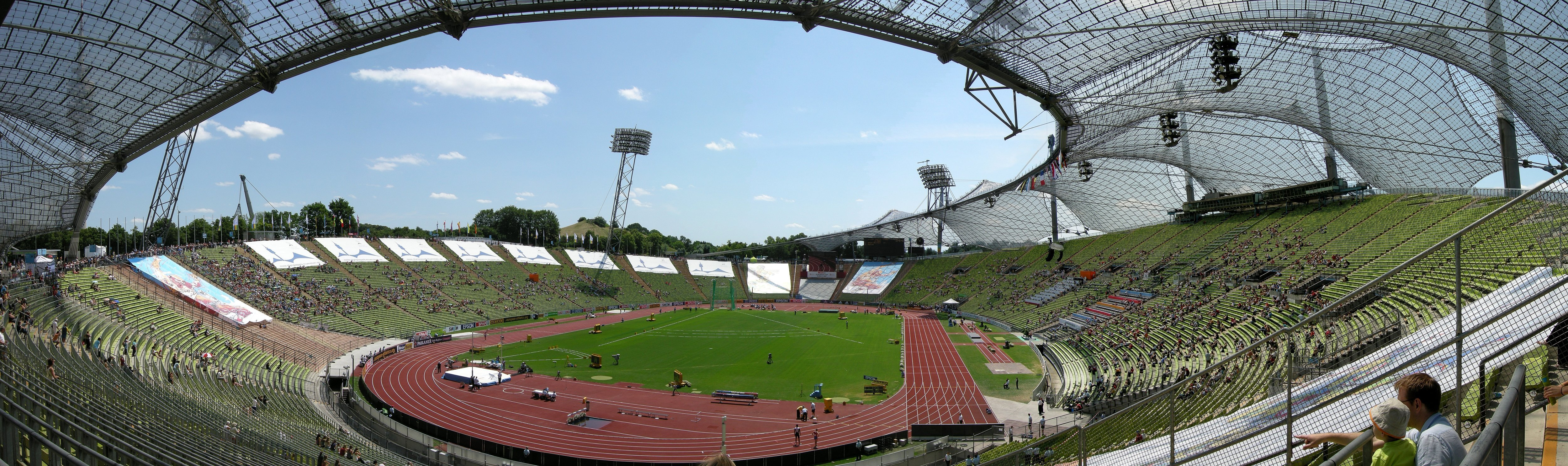
Le Stade olympique de Munich, théâtre de la finale.

La finale se joue en Allemagne au Stade olympique de Munich le 26 mai 1993. L'Olympique de Marseille dispute sa deuxième finale dans cette compétition après celle perdue en 1991 aux tirs au but face à l'Étoile rouge de Belgrade à Bari. L'AC Milan en est à sa sixième finale, son dernier succès remontant à 1990.
Ce match marque les retrouvailles entre l'attaquant Jean-Pierre Papin et l'OM, un an après le départ de l'attaquant international vers le Milan AC. Marcel Desailly le rejoindra cinq mois plus tard chez les Rossoneri.
| 26 mai 1993 | Olympique de Marseille | 1 - 0   | AC Milan | Olympiastadion, Munich                                                    |                                                                           |
| 20 h 15     | ( Pelé) Boli 43e       | (1 - 0) |          | Spectateurs : 64 400 · Arbitrage : Kurt Röthlisberger · Photos du match · | Spectateurs : 64 400 · Arbitrage : Kurt Röthlisberger · Photos du match · |
| 20 h 15     | Rapport                |         |          | Spectateurs : 64 400 · Arbitrage : Kurt Röthlisberger · Photos du match · | Spectateurs : 64 400 · Arbitrage : Kurt Röthlisberger · Photos du match · |

| Marseille | Milan |

| Olympique de Marseille : |    |                        |        |  |
|                          |    |                        |        |  |
| GB                       | 01 | Fabien Barthez         | Averti |  |
| ArD                      | 02 | Jocelyn Angloma        | 61e    |  |
| ArG                      | 03 | Éric Di Meco           | Averti |  |
| DC                       | 04 | Basile Boli            | Averti |  |
| MD                       | 05 | Franck Sauzée          |        |  |
| DC                       | 06 | Marcel Desailly        |        |  |
| MD                       | 07 | Jean-Jacques Eydelie   |        |  |
| Att                      | 08 | Alen Bokšić            |        |  |
| Att                      | 09 | Rudi Völler            | 78e    |  |
| Att                      | 10 | Abedi Pelé             |        |  |
| MD                       | 11 | Didier Deschamps (c)   |        |  |
| Remplaçants :            |    |                        |        |  |
| DF                       | 12 | Bernard Casoni         |        |  |
| MO                       | 13 | Jean-Christophe Thomas | 78e    |  |
| MO                       | 14 | Jean-Philippe Durand   | 61e    |  |
| Att                      | 15 | Jean-Marc Ferreri      |        |  |
| GB                       | 16 | Pascal Olmeta          |        |  |
| Entraîneur :             |    |                        |        |  |
| Raymond Goethals         |    |                        |        |  |

| AC Milan :    |    |                       |        |
|               |    |                       |        |
| GB            | 01 | Sebastiano Rossi      |        |
| ArD           | 02 | Mauro Tassotti        |        |
| ArG           | 03 | Paolo Maldini         |        |
| DC            | 04 | Demetrio Albertini    |        |
| DC            | 05 | Alessandro Costacurta |        |
| DC            | 06 | Franco Baresi (c)     |        |
| AiG           | 07 | Gianluigi Lentini     | Averti |
| MJ            | 08 | Frank Rijkaard        |        |
| Att           | 09 | Marco van Basten      | 86e    |
| AiD           | 10 | Roberto Donadoni      | 55e    |
| Att           | 11 | Daniele Massaro       |        |
| Remplaçants : |    |                       |        |
| GB            | 12 | Carlo Cudicini        |        |
| DF            | 13 | Stefano Nava          |        |
| MO            | 14 | Stefano Eranio        | 86e    |
| MO            | 15 | Alberigo Evani        |        |
| Att           | 16 | Jean-Pierre Papin     | 55e    |
| Entraîneur :  |    |                       |        |
| Fabio Capello |    |                       |        |

## Meilleurs buteurs
| Rang | Nom              | Équipe                 | Buts |
| ---- | ---------------- | ---------------------- | ---- |
| 1    | Romário          | PSV Eindhoven          | 7    |
| 2    | Alen Bokšić      | Olympique de Marseille | 6    |
| 2    | Franck Sauzée    | Olympique de Marseille | 6    |
| 2    | Marco van Basten | AC Milan               | 6    |
| 5    | Johnny Ekström   | IFK Göteborg           | 5    |

## Affaire VA-OM et suites
Peu après la victoire finale de l'Olympique de Marseille, une affaire de corruption éclate dans le Championnat de France, concernant un match entre l'OM et l'US Valenciennes-A. joué 6 jours avant la finale : Des joueurs valenciennois reçoivent une somme d'argent pour « lever le pied » afin de ne pas blesser de joueurs. Cette affaire se conclut sur le retrait du titre de champion de France par la Fédération française de football. L'OM se voit retirer le droit de défendre son titre pour l'édition 1993-1994, et le droit de jouer la Coupe intercontinentale 1993 ainsi que la Supercoupe de l'UEFA 1993. Malgré plusieurs allégations par la suite, les enquêtes de l'UEFA et de la FFF n'établiront aucune preuve formelle de matchs truqués dans cette Ligue des champions 1992-1993, l'UEFA classant l'affaire.